# Trioxyde de radon
Le trioxyde de radon est un composé chimique de formule RnO3 qui aurait été synthétisé dans les années 1980 par une équipe soviétique. 